# Титибу (город)
Тити́бу (яп. 秩父市 Титибу-си) — город в Японии, находящийся в префектуре Сайтама. Площадь города составляет 577,69 км², население — 64 072 человека (1 августа 2014), плотность населения — 110,91 чел./км².

## Географическое положение
Город расположен на острове Хонсю в префектуре Сайтама региона Канто..

## Население
Население города составляет 64 072 человека (1 августа 2014), а плотность — 110,91 чел./км². Изменение численности населения с 1980 по 2005 годы:
| 1980 | 76 875 чел. |  |
| 1985 | 76 275 чел. |  |
| 1990 | 75 845 чел. |  |
| 1995 | 75 618 чел. |  |
| 2000 | 73 875 чел. |  |
| 2005 | 70 563 чел. |  |

## Символика
Деревом города считается клён, цветком — Phlox subulata, птицей — синяя мухоловка.